# 10X10體
10X10體（朝鮮語：텐바이텐체）是韓國網站10X10的字體，也是該網站紀念物套系中的一種。2011年由Sandoll通訊代為開發。字體同時擁有TrueType與OpenType兩種格式。屬於方黑體（哥特體）範疇，粗細位於中等（Medium）。適合運用於屏顯和標題文字上。

## 外部連結
- 10X10紀念物下載（页面存档备份，存于）